# Juan Silvano Godoy
Juan Silvano Godoy o Godoi (Asunción, 12 novembre 1850 – Asunción, gennaio 1926) è stato un politico, scrittore, storico, intellettuale e bibliotecario paraguaiano.
Conosciuto come il più importante intellettuale paraguaiano del periodo, fu il primo organizzatore degli archivi statali, della biblioteca e fondatore della Museo nazionale delle belle arti.

## Biografia

### L'infanzia e gli studi
Nacque nella capitale dal colonnello Juan Vicente Godoy e donna Petrona Echagüe de Godoi. Narciso Echagüe y Andía, il padre di sua madre, è stato uno dei leader dell'indipendenza nazionale. Fu imprigionato durante la dittatura di José Gaspar Rodríguez de Francia, e ottenne la libertà dopo vent'anni di carcere.
Juan Silvano studiò nel Collegio dei Gesuiti dell'Immacolata Concezione nella città di Santa Fe, assieme a José Zorrilla de San Martín. Nei giorni festivi del 1864, trascorse qualche tempo nella sua città natale. A causa della sua minor età, Francisco Solano López autorizzò Goldoy a continuare la sua istruzione in Argentina. Questo permise a lui e suoi due dei suoi fratelli, di restare lontano dalla guerra in cui sedici della famiglia Echagüe persero la vita. Alcuni di loro ottennero medaglie commemorative al valore militare.
S'iscrisse alla Scuola di Giurisprudenza di Buenos Aires, e vi studiò per tutto il periodo. Nel gennaio 1869, durante l'occupazione di Asunción da parte della triplice alleanza, interruppe gli studi per tornare alla sua terra con un gruppo di giovani compagni patrioti, nel tentativo di contribuire alla ricostruzione della nazione. Nonostante la formazione religiosa, Godoy si affiliò alla massoneria.

### Il dopoguerra
Fu da giovane che Juan Silvano sostituì la "y" originaria del suo cognome (Godoy) con una "i".
Sopravvisse durante gli anni bui del dopoguerra in Paraguay. Di personalità forte e idealista, fu costretto ad essere coinvolto negli scandali corruttivi che seguirono la politica nazionale. Contribuì il più possibile alla ricostruzione del suo paese devastato, ma la scena politica era pieno di lotte intestine per il potere. In poco tempo salì alla ribalta come uno dei principali uomini politici del Paraguay.
Molti politici furono uccisi o finirono in esilio nel tentativo di stabilire un ordine nazionale.
Già al suo ritorno egli conquistò molti giovani capi nazionali. Fu cofondatore del Gran Club del Pueblo, assieme a José Segundo Decoud, Facundo Machaín, Juan José Decoud, Cayo Miltos e Miguel Palacios.
Fu testimone della sparizione di molti suoi colleghi patrioti.
Fu eletto tra le file dei conservatori nella municipalità di Catedral (centro storico di Asunción). In seguito venne eletto membro della commissione per la revisione della Costituzione del 1870. Quando il triumvirato fu sciolto perché due dei suoi membri rinunciarono all'ordine repubblicano, Cirilo Antonio Rivarola divenne l'unico sovrano. In questo clima caotico, un carattere ambizioso e conservatore emerse, Juan Bautista Gill.
Dopo l'assassinio del fratello Marcos, Juan Silvano divenne avversario di Juan Bautista Gill. Prese parte alla cospirazione dell'omicidio di Gill. L'uccisione, avvenne in mezzo alla strada, il 12 aprile del 1877.

### Esilio e ritorno
Dopo l'omicidio, Godoi visse per diciott'anni in esilio a Buenos Aires. Il suo enorme bagaglio culturale e l'educazione impartitagli, lo favorì nei maggiori circoli intellettuali argentini, e tra i suoi membri quali Aristóbulo Del Valle, Ramón Cárcano, Guido Spano, Mariano Pelliza e altri.

### Vita privata
Si sposò con Bienvenida Rivarola.

## Opere
Godoi fu autore di numerosi scritti di grande valore storico e documentario, fu nota anche la sua fama di polemista nel giornalismo. Tra le sue pubblicazioni maggiori:
- Monografías historicas (1893);
- Operaciones de Guerra del generale José Díaz Eduvigis (1897);
- El concepto de patria (1998);
- El Coronel Juan Antonio Escurra (1903);
- La muerte del Mariscal López (1905);
- El Barón de Río Branco (1913);
- El asalto a los acorazados (1919);

## Fonti
- Carlos Zubizarreta, Cien vidas paraguayas, Ediciones Nizza [1961].
- Justo Pastor Benítez, El solar guarani, Buenos Aires, 1947.
- Carlos R. Centurión, Historia de las letras paraguayas - Epoca de transformación, Editorial Ayacucho, 1951.
- Gómez Freire Estéves, Historia contemporánea del Paraguay (1869-1920), Editorial el Lector, 1996.